# 石话实说
《石话实说》是石家庄广播电视台于2011年播出的一档旨在普及石家庄市所辖范围历史的文化宣传兼科教讲座式节目，在中国大陆城市电视台推出的第一部大规模发掘、拯救城市文化精髓的大型电视系列节目，也是第一部用讲座形式书写的电视讲坛版石家庄通史，一定程度上开创了用电视讲座形式书写城市通史的先河。节目的第一部名为《石话实说-石家庄的100个故事》从2011年1月15日开始播出，2012年1月14日播放完毕。
2012年5月10日，石话实说系列节目第二部--百集系列文化节目《石话实说——石家庄的100个村庄印记》（原称"100个名村名镇"）在井陉县河北历史文化名镇天长镇宋古城大南门举办了开机仪式.

石话实说第二部片头（2012年）
2012年6月15日起,第二部《石家庄的100个村庄印记》在石家庄广播电视台新闻综合频道开始播出。

## 节目综述

### 第一部
《石话实说》的第一部《石话实说-石家庄的100个故事》共分100集，节目长度约2800分钟，以石家庄地域的历史时空为主线，取法中国中央电视台的《百家讲坛》的模式，从石家庄地域人类起源、文明肇兴开始，纵横数万年，主要截止至1947年石家庄市解放的历史，兼及部分石家庄在新中国之后的历史。内容涵盖石家庄地域重大历史事件、历史人物，突出石家庄为华夏文明、世界文明做出的贡献。节目以讲述为主，同时穿插相关画面、文物、图片等视频资料。用平民化的语言风格、故事化的叙述方式，讲述石家庄地域璀璨的历史和文化。
《石话实说》该节目由石家庄市荣誉市民、2010年度感动省城人物（石家庄市），中国视协电视纪录片学术委员会副秘书长郭西昌担纲总编导。总撰稿、主讲人为石家庄社会科学院研究员梁勇先生。
节目名称构思巧妙，借用成语“实话实说”，将“实”改成“石”，突出了栏目的主旨：1.讲述的石家庄地域的历史2.讲的是真实的历史人物与事件，而不是演义评书等虚构内容。

### 第二部
石家庄广播电视台联合石家庄市政协文史委、石家庄市档案馆、石家庄地方志办公室，2012年隆重推出百集系列文化节目《石话实说-石家庄的100个村庄印记》。作为《石话实说-石家庄的100个故事》的续集。
同第一部一样，《石话实说》第二部由中国视协电视纪录片学术委员会秘书长、中央电视台著名导演郭西昌任导演，石家庄市社会科学院研究员、著名文化学者梁勇担任主讲，将采取演播室讲述和外景实采相结合的方式，寻访这些村的发展变迁，通过一个个镜头记录下这些村庄的历史坐标，进而对石家庄地域文化进行梳理，对历史文化精髓进行保护和传承。

## 播放时间
第一部《石家庄的100个故事》已在石家庄广播电视台新闻综合频道播送完毕，自2011年1月15日开始，至2012年1月14日结束，除特殊情况外，每周六、日晚22：30分在石家庄广播电视台新闻综合频道播出，第1回至56回均附属在《新闻夜班车》节目里播出，自第57回开始自成节目，并附有专门的结尾影像。
第二部《石家庄的100个村庄印记》于2012年6月15日起.
首播：石家庄广播电视台新闻综合频道 （1套）每周五、六 22:30-23:00
重播：石家庄广播电视台新闻综合频道 （1套）每周六、日 14:50-15:20
重播：石家庄广播电视台影视频道 （3套） 每周六、日 16:50-17:20
重播：石家庄广播电视台都市频道 （4套） 每周五、六 23：00-23:30

## 编辑主创人员
第一部《石话实说-石家庄的100个故事》视频及图书主创人员：
主编：王智（石家庄广播电视台台长）
副主编：梁勇（《石话实说》主讲人） 商业南（石家庄广播电视台副台长） 郭西昌（《石话实说》总编导）
编委、制作人员：丁立捷 林川（朱起北）（《石话实说》制片人） 陈维兰 孙宇堃（孙静）
初长起 张国进 宋海鸥
第二部《石话实说-石家庄的100个村庄印记》主持人：·主持人梁勇林川田惠

## 第一部《石家庄的100个故事》各回标题
第1回-远古先民开混沌 史前文明见曙光
第2回-先商民族开基业 昭明居住泜水畔
第3回-庚（上庚下丙）氏贵族驻新市 守氏台西开纪元 
第4回-昭王北征娶房氏 邢国出兵卫軧侯
第5回-鲜虞联盟扼滹沱 晋国出兵频征伐
第6回-赵魏两家争霸业 先后发兵占中山
第7回-战国中山几兴亡 千乘之国称八雄
第8回-嬴政出生在邯郸 灭赵攻燕为复仇
第9回-义士藏身宋子城 秦皇腐尸过井陉
第10回-楚汉之争扭战局 韩信背水战陈馀
第11回-刘邦平叛风流事 东垣改名成真定
第12回-尉佗受封南越王 维护统一垂千古
第13回-常山王室起内讧 张骞奉诏辩是非
第14回-邯郸王郎赶刘秀 萧王走国留遗踪
第15回-刘秀高邑始称帝 郭氏皇后遭废黜
第16回-张燕号令黑山军 赵云刘备结深情
第17回-红颜薄命悲甄氏 曹植深情赋洛神
第18回-八王之乱起战事 石勒起兵称赵王
第19回-五胡乱华战乱频 北魏南下灭后燕
第20回-常山迁治安乐垒 魏收励志写魏书
第21回-北齐高氏都邺城 悲命皇后李祖娥
第22回-佛教东传到燕赵 封龙常山有高僧
第23回-赵州石桥名天下 李春怀丙留盛迹
第24回-杨广黩武征高丽 窦王建立大夏朝
第25回-贞观盛世留佳话 千秋金鉴话魏征
第26回-安史之乱起战火 常山英烈抗叛军
第27回-大唐名将平叛军 燕赵郡县动兵戈
第28回-骄兵悍将控河朔 藩镇割据成德军
第29回-弑主求荣王武俊 割据成德传三代
第30回-成德叛乱烽烟急 韩愈奉旨赴镇州
第31回-隋唐佛教留胜迹 真定名刹铸经典
第32回-玄奘学经赴栾州 圆仁求法过真定
第33回-模棱宰相苏味道 眉山三苏识祖先
第34回-赵郡李氏多宰相 名人辈出辅大唐
第35回-唐诗豪迈千古韵 盛世文坛赵州人
第36回-多才史官崔行功 悲命诗豪刘禹锡
第37回-公主下嫁王元逵 真定城池天下名
第38回-唐末五代烽烟起 成德变换大王旗
第39回-王镕盛待李匡威 真定城外留东圃
第40回-张果道士出恒山 藩镇将帅争求仙
第41回-赵州古佛闻天下 东方菩萨善争辩
第42回-王镕腐败遭杀身 后唐易主战乱频
第43回-后唐分裂遭国殇 卖国称帝石敬瑭
第44回-真定赑屃百吨重 掩埋复出千古迷
第45回-契丹反目灭后晋 杜威叛晋成国贼
第46回-真定滥杀酿兵变 后周北征驱契丹
第47回-世宗北征收失地 进攻北汉削割据
第48回-陈桥兵变建北宋 太原攻汉势难平
第49回-宋祖敕铸大菩萨 龙兴复建成名刹
第50回-正定名刹留疑案 乾隆附会龙腾苑
第51回-曹彬功过留千秋 潘美杨业皆英雄
第52回-真定抗辽出战将 澶渊之盟化玉帛
第53回-真定名将天下闻 抗辽攻夏成战神
第54回-北宋名相垂青史 赵普宋绶留功名
第55回-母仪天下曹皇后 一言既出救苏轼
第56回-刚正文豪欧阳修 仕途坎坷到镇州
第57回-沈括察访赴真定 科学业绩千古颂
第58回-宋祁出知成德军 韩琦被贬到真定
第59回-两朝重臣出韩家 一代辩才贾昌朝
第60回-靖康之变灭北宋 真定军民抗金兵
第61回-金灭北宋攻真定 三大英雄抗金兵
第62回-金朝统治初镇抚 真定经济得复苏
第63回-医学大师李东垣 天下一绝桥楼殿
第64回-真定名人蔡松年 滹南遗老王若虚
第65回-天祥滹沱留绝句 真定动荡烽烟起
第66回-真定元帅史天泽 武功文治任评说
第67回-藁城战将殉沙场 董氏一门出名将
第68回-龙山三老闻天下 李冶创立天元术
第69回-真定元曲创辉煌 白朴名作天下扬 
第70回-真定名城大都会 各族名士齐荟萃
第71回-马可波罗游真定 纳新河朔访古迹
第72回-元代包公苏天爵 获鹿文人王思廉
第73回-红巾起义抗元兵 元璋借势建大明
第74回-卫所军屯遍城乡 营屯兵寨成村庄
第75回-燕王扫北清君侧 靖难之变战滹沱
第76回-成祖迁都建北京 移民畿辅兴农耕
第77回-真定移民出名士 梁氏家族有名人  
第78回-清贫阁老石邦彦 东林诤臣赵南星
第79回-崇祯魂系天桂山 闯王败逃井陉关
第80回-灵寿傅氏留牌坊 正定名将卫边疆
第81回-十三王爷兴水利 无极知县种番薯
第82回-清代义士梁绿野 为民请命告御状
第83回-李渭勤政劝农耕 沈涛治学留巨著
第84回-太平天国战直隶 捻军英烈勇不屈
第85回-正定汇聚义和拳 意定和尚化劫难
第86回-庚子国难战太行 将士卫国英名扬
第87回-井陉煤矿风云起 直隶贪官争私利
第88回-世纪风雨段家楼 正丰煤矿几春秋
第89回-正太铁路始创建 起点选择石家庄
第90回-意法奸商欺村民 中意纠纷惹公愤
第91回-反清英烈吴禄贞 辛亥喋血石家庄
第92回-辛集酒业半条江 石门商号名燕赵
第93回-直隶城镇市自制 石门城市应运生
第94回-日军入侵占石门 抗日烽火旌旗奋
第95回-陈庄阻击歼敌顽 烈士跳崖挂云山
第96回-滹沱女儿多奇志 巾帼英雄写华章
第97回-公木妙笔写军歌 火星激情颂党恩
第98回-攻克石门创战例 领袖巧用空城计
第99回-红色之都西柏坡 奠基之城石家庄
第100回-英雄城市创伟业 省会雄风展宏图（最终回）

## 第二部《石家庄的100个村庄记忆》各集标题及首播日期
第1集-石门城市肇兴地 百年沧桑石家庄 2012.6.15
第2集-千年休门经巨变 北国商圈盛世景 2012.6.16
第3集 先民之家沕沕水 红色电站开先河 2012.6.22
第4集 常山故国留残垣 故城风韵展新颜 2012.6.23
第5集 千年古城天长镇 万古绵水留名胜 2012.6.29
第6集 无极甄氏故乡在 南流村边故冢存 2012.6.30
第7集 石津渠畔上京村 千古名刹毗卢寺 2012.7.6
第8集 销烟平叛忠良将 精诚传世仰陵医 2012.7.7
第9集 天户古城历千秋 新华广播震长空 2012.7.13
第10集 滹沱河畔高家营 千古风流教育兴 2012.7.14
第11集 赞皇李氏出名相 豪门故里许亭村 2012.7.20
第12集 春秋石邑城垣在 洨河水畔故邑村 2012.7.21
第13集 明代古庙胜迹留 耿村故事传五洲 2012.7.27
第14集 临济禅院发祥地 古渡村中闻梵音 2012.7.28
第15集 藁城台西有古城 商代文明写辉煌 2012.8.3
第16集 晋风东渐入太行 博彩精华大梁江 2012.8.4
第17集 神奇于家石头村 于谦子孙铸英魂 2012.8.10 
第18集 隋唐石邑留踪迹 千年振头百代风 2012.8.11
第19集 明代移民建杨庄 先民宝藏留千古 2012.8.17
第20集 安乡故城今安在 晋州侯城阅千载 2012.8.18
第21集 明代移民居槐底 怀特商圈今胜昔 2012.8.24
第22集 金戈铁马宋子城 故垣侧畔留古村 2012.8.25
第23集 云凤山下凤山村 正丰煤矿段家楼 2012.8.31
第24集 千古遗魂苏味道 眉山发迹有三苏 2012.9.1
第25集 千古隐士传许由 百代古村尽风流 2012.9.7
第26集 陈庄战役垂青史 衡山湖畔有胜景 2012.9.8
第27集 于底古镇留古刹 太平河上永安桥 2012.9.14
第28集 井陉矿区横西村 百年煤矿起风云 2012.9.15
第29集 安济桥下洨河长 大石桥村是故乡 2012.9.21
第30集 高平故人范仲淹 英雄村庄地道战 2012.9.22
第31集 神秘村庄北赵八 古老磁河永济桥 2012.9.28
第32集 中山故都留遗址 三汲河山蕴奇迹 2012.9.29
第33集 红旗民兵浩气存 抗战英雄郭庄村 2012.10.5
第34集 元村古佛历沧桑 台湾游击留墓葬 2012.10.6
第35集 赵佗南下浩然风 西汉文帝修赵陵 2012.10.12
第36集 古村简良留古寺 崔氏一门耀千秋 2012.10.13
第37集 千古新市留遗址 百代风流新城铺 2012.10.19
第38集 泥水河畔西良庄 三教合一古韵长 2012.10.20
第39集 千年故关出土门 百代风云古战场 2012.10.26
第40集 两汉纷争起风云 刘庄出生万年村 2012.10.27
第41集 农民影展开先河 村风浩然西兆通 2012.11.2
第42集 水泉暴动星星火 太行山麓引硝烟 2012.11.3
第43集 金河岸边古永壁 村史柳芳书传奇 2012.11.9
第44集 万丈红绫嶂石岩 千年一脉话淮泉 2012.11.10
第45集 兰亭石刻留乏马 百代传奇杀胡林 2012.11.16
第46集 卧龙岗上岗头村 千古风流曹家军 2012.11.17
（因节目正在播放中，各集标题将不断进行更新）

## 评价
该栏目作为中国大陆城市台第一部全面挖掘本城市的历史文化的讲坛式节目，具有比较重大的开创性意义。先前很多石家庄市民及其他各地人民大多以为石家庄市仅是近代建立，本身不具有深厚的历史文化积淀，但若将“石家庄地域”定义为“石家庄市市区及下辖17个县市”（基本上为地市合并前的石家庄地区所辖范围），则基本上属于历史上“常山郡”“恒州”“真定路”“正定府”的二级行政区地方历史（今日石家庄市与上述历史政区具有一脉相承的继承关系），则许多重大历史事件和著名人物皆在此地域发生和产生经历，会使大众对石家庄的历史产生全新与客观的认识，有助于改变公众对于石家庄城市历史短暂、文化底蕴贫瘠的表象认知。栏目对以电视记述历史这种传播形态进行了积极探索，也反映了石家庄历史学界对石家庄地方史的最新学术成果，（比如正定隆兴寺“龙腾苑”与后燕慕容熙没有关系，正定大赑屃为后晋安重荣所立等）展现了石家庄地方史的研究实力和水平。
但该节目由于是探索开创性准备不够充分等原因，也有很多缺憾和硬伤。如主讲人风格较为单一，播放时间过晚，对一些历史人物和事件叙述评价不够客观，人物关系、历史概念解释错乱和史实叙述错误等。视频制作取材、图片示意等也出现一些编辑错乱的情况等。

## 其它
《石话实说》第一部《石话实说-石家庄的100个故事》最终回还配有栏目专题MV，音乐取自歌手韩磊的歌曲《花为谁开》，为历史讲坛式节目所罕见。
《石话实说》第一部《石话实说-石家庄的100个故事》配套光盘图书已经结集出版，由河北出版传媒集团河北教育出版社出版发行。